# Montescudaio (Weinbaugebiet)
Unter dem Namen Montescudaio DOC werden Rot- und Weißweine sowie ein Vin Santo in dem gleichnamigen Weinbaugebiet in der Provinz Pisa (italienische Region Toskana) produziert.  Die Weine besitzen seit 1976 eine „kontrollierte Herkunftsbezeichnung“ („Denominazione di origine controllata“ – DOC), die zuletzt am 7. März 2014 aktualisiert wurde. Diese unterhalb Volterra wachsenden Weine sind lokal sehr geschätzt, im internationalen Handel jedoch kaum anzutreffen.

## Anbau
Für den Anbau und die Vinifikation sind folgende Gemeinden in der Provinz Pisa zugelassen: Casale Marittimo, Castellina Marittima, Guardistallo, Montecatini Val di Cecina, Montescudaio, Riparbella und Santa Luce.

## Erzeugung
Der Schwerpunkt der Produktion liegt auf roten Weinen.
Fast sortenreine Weine
Die genannte Rebsorte muss zu mindestens 85 % enthalten sein. Höchstens 15 % andere analoge Rebsorten, die für den Anbau in der Region Toskana zugelassen sind, dürfen zugesetzt werden.
- Rotweine:
  - Montescudaio Cabernet Franc
  - Montescudaio Cabernet Sauvignon
  - Montescudaio Merlot
  - Montescudaio Sangiovese

- Weißweine:
  - Montescudaio Chardonnay
  - Montescudaio Sauvignon
  - Montescudaio Vermentino

Verschnittweine
- Montescudaio bianco und Montescudaio Vin Santo: Die Weine müssen zu mindestens 50 % aus der Rebsorte Trebbiano bestehen. Höchstens 50 % andere weiße Rebsorten, die für den Anbau in der Region Toskana zugelassen sind, dürfen zugesetzt werden.
- Montescudaio rosso: Die Weine müssen zu mindestens 50 % aus der Rebsorte Sangiovese bestehen. Höchstens 50 % andere rote Rebsorten, die für den Anbau in der Region Toskana zugelassen sind, dürfen zugesetzt werden.

## Beschreibung
Laut Denomination (Auszug):

### Montescudaio rosso
- Farbe: mehr oder weniger intensiv rot – tendiert mit zunehmender Reife zu granatrot
- Geruch: intensiv, charakteristisch
- Geschmack: trocken, angenehmer Körper, harmonisch
- Alkoholgehalt: mindestens 11,5 Vol.-%, für „Riserva“ mind. 12,5 Vol-%
- Säuregehalt: mind. 5,0 g/l
- Trockenextrakt: mind. 18,0 g/l, für „Riserva“ mind. 22 g/l

### Montescudaio bianco
- Farbe: mehr oder weniger intensiv strohgelb
- Geruch: fein, fruchtig
- Geschmack: trocken, wohlschmeckend, harmonisch
- Alkoholgehalt: mindestens 11,0 Vol.-%
- Säuregehalt: mind. 5,0 g/l
- Trockenextrakt: mind. 16,0 g/l

### Montescudaio Vin Santo
- Farbe: von Strohgelb bis zu goldenem und intensivem Bernstein
- Geruch: intensiv, ätherisch, charakteristisch
- Geschmack: trocken, warm, harmonisch, samtig, je lieblicher desto runder
- Alkoholgehalt: mindestens 16,0 Vol.-%
- Säuregehalt: mind. 4,5 g/l
- Trockenextrakt: mind. 22,0 g/l